# Magda Böttner
Magda Böttner, vollständig Marie Sophie Magdalene Böttner, gen. Magda, (* 3. Juni 1858 in Bremen; † 31. Oktober 1937 in Bremen) war eine deutsche Pädagogin und Frauenrechtlerin.

## Biografie
Böttner war die jüngste Tochter des Lehrers Johann Böttner und dessen Frau Marie Hedwig Böttner. Sie besuchte die Elementarschule und die Höhere Töchterschule von Meta Luce. Sie erlernte die Hauswirtschaft und ließ sich dann von 1878 bis 1880 im Bremer Lehrerinnenseminar von August Kippenberg und Johanne Kippenberg zur Lehrerin ausbilden. Sie war eine der ersten Lehrerinnen die der Bremer Senat 1881 einstellte.
Von 1898 bis 1906 war sie Vorsitzende des 1889 gegründeten Vereins bremischer Lehrerinnen (VBL). Sie leitete im VBL ab 1906 die Pestalozzi-Fröbel-Kommission, mit der die Denkansätze des Reformpädagogen Fritz Gansberg weiter geführt wurden. Sie war Mitglied in dem von Verena Rodewald gegründeten und geführten Frauenstadtbund in Bremen sowie im Goethebund und der Vereinigung für Hochschulkurse. An den Delegiertenversammlungen des Allgemeinen Deutschen Lehrerinnenvereins (ADLV, Vorläufer der Gewerkschaft Erziehung und Wissenschaft (GEW)) nahm sie häufig teil. Sie beteiligte sich mit dem VBL 1901/02 an Aktionen für Gehaltserhöhung der Lehrer, 1905 für die Abschaffung des Religionsunterrichts und gegen die Entlassungen sozialdemokratischer Lehrer. Sie bereitete 1905 die 9. Delegiertenversammlung des ADLV in Bremen vor. In 23 Städten hielt sie  Referate zur Reformpädagogik, unter anderem 1909 auf der Tagung des Deutschen Fröbel-Verbandes in Magdeburg.
1913 nahmen sie und Anna Vietor als erste Frauen, als beratende Mitglieder an der Arbeit der Schuldeputation teil. Für die Mädchenvolksschule der Michaelisschule, erwirkte sie reformpädagogische Veränderungen. Ziel ihrer Pädagogik war die Verbindung des Lernens mit der Fröhlichkeit in der Schule: Hier – so Böttner –  „heißt es also eisernen Fleiß einsetzen, gepaart mit eiserner Energie“ und „eiserner Folgerichtigkeit“.
Sie engagierte sich für die Gleichberechtigung der Frau, kämpfte für gleiche Gehälter, gegen das sogenannte Beamtinnenzölibat und für das Frauenstimmrecht. Bei Vorträgen trat sie neben Minna Bahnson und Helene Neesen als Referentin auf. 1904 sprach sie auf dem International Council of Women und beim Internationalen Frauenkongress in Berlin, 1908 als Mitglied der deutschen Delegation am Frauenstimmrechtskongress in Amsterdam, 1909 an einem Kongress in London und 1911 in Stockholm. Sie war dadurch eine der bedeutenden Frauen in der Bremer Frauenbewegung. 1924 trat sie in den Ruhestand und wohnte dann im St. Rembertistift.

## Werke
- Marie Böttner, Emma Vöhl: Fröhlicher Unterricht. Ein Beitrag zur Arbeitsschule auf der Unterstufe: Anschaulichkeit des Lernens und die tätige Umsetzung des Gelernten, Leipzig 1921.

## Weblink
- Frauenmuseum, Porträt

| Personendaten    | Personendaten                           |
| ---------------- | --------------------------------------- |
| NAME             | Böttner, Magda                          |
| ALTERNATIVNAMEN  | Böttner, Marie Sophie Magdalene         |
| KURZBESCHREIBUNG | deutsche Pädagogin und Frauenrechtlerin |
| GEBURTSDATUM     | 3. Juni 1858                            |
| GEBURTSORT       | Bremen                                  |
| STERBEDATUM      | 31. Oktober 1937                        |
| STERBEORT        | Bremen                                  |